# يوسيفوس فلافيوس
يوسيفوس فلافيوس (لغة لاتينية: Josephus Flavius) أو يوسيپوس (لغة يونانية: Ιώσηπος) أو باسمه العبري الأصلي يوسف بن ماتيتياهو (יוסף בן מתתיהו) (38-100 للميلاد، تقدير) كان أديبا مؤرخا وعسكريا يهوديا عاش في القرن الأول للميلاد واشتهر بكتبه عن تاريخ منطقة يهوذا، والتمرد اليهودي على الإمبراطورية الرومانية والتي تلقي الضوء على الأوضاع والأحداث في فلسطين خلال القرن الأول للميلاد في حين انهيار مملكة يهوذا، ظهور الديانة المسيحية والتغييرات الكبيرة في اليهودية بعد فشل التمرد على الرومان ودمار هيكل هيرودس.

## نبذة
ولد يوسفوس فلافيوس في 38 للميلاد باسم يوسف بن ماتيتياهو في مدينة أورشليم (القدس) لعائلة كهنة يهودية، أي من عائلات النخبة الدينية اليهودية في ذلك الحين. وكانت أمه من نسل الحشمونيين الذين ملكوا على يهوذا حتى 44 للميلاد. تلقى يوسيفوس التعليم الديني وعندما كان في ال-19 من عمره انضم إلى شيعة الفريسيين التي كانت إحدى الأشياع الدينية الرئيسية لدى اليهود قبل دمار الهيكل، والشيعة اليهودية المركزية بعده. في فترة لاحقة سافر يوسفوس إلى روما ومكث هناك بضع سنوات. عندما رجع إلى يهوذا أنضم إلى منظمي التمرد على الإمبراطورية الرومانية وعين قائد منطقة الجليل. من بين منظمي التمرد مال يوسفوس إلى اتجاه معتدل مما أدى إلى نزاعات بينه وبين القادة المتطرفين مثل يوحنان من جوش حلاب (يوحنا الجشي). حاول يوحنان اغتيال يوسفوس وبعد فشل الاغتيال، حاول خلعه من قيادة الجليل.
في نهاية التمرد سنة 67 للميلاد، وحينما تكثف الهجوم الروماني على القوات اليهودية، كان يوسفوس في مدينة يودفات (يوتاباتا) الجليلية وقاد عليها في غضون الحصار الذي فرض عليها الجيش الروماني. بما أن الحصار استمر فترة طويلة، قرر يوسفوس الاستسلام وفتح أبواب المدينة أمام الجنود الرومان، ولكن سكان المدينة رفضوا قراره وبعد 47 يوما سقطت المدينة في أيادي الرومان.
هرب يوسفوس ورجاله من يودفات واختبؤوا في مغارة، أما الرومان فعثروا عليهم بعد فترة قليلة. قرر رجال يوسفوس أن يقتل بعض البعض كي لا يسقطوا في أيادي الجنود الرومان، أما يوسفوس فبقي الأخير مع رجل آخر، وندم الاثنان على فكرة الانتحار وسلما نفسيهما للرومان. وبسبب هذا القرار وتعاون يوسفوس مع الرومان بعد استسلامه ساءت سمعته لدى اليهود وأخذ البعض يعتبرونه خائنا.
نجا يوسفوس من الإعدام بعد أسره بفضل الصداقة التي نشأت بينه وبين قائد القوات الرومان فسبازيان الذي أصبح قيصرا لاحقا. كذلك تعاون يوسفوس مع الرومان تعاونا كاملا وساعدهم في قمع التمرد عندما كان أسيرا. في 69 للميلاد أطلق سراح يوسفوس وفي 71 وصل إلى روما وأصبح مواطنا رومانيا. بموجب القانون الروماني تبنى يوسفوس اسم عائلة وليه فسبازيان (مَن حرره من الأسر): تيتوس فلاڤيوس، حيث كان اسمه الرسمي في روما: تيتوس فلاڤيوس يوسيپوس، ولكن في كتبه عرض نفسه باللغة اليونانية ك«يوسيپوس ابن لماتياس (=ماتيتياهو) يهودي الأصل وكاهن في أورشليم». تاريخ وفاة يوسفوس غير معروف بدقة، وحسب التقدير الشائع توفي في 100 للميلاد أو بعد ذلك بقليل.

## مؤلفاته
بعد توطينه في روما كتب يوسفوس بعض المؤلفات حيث سرد سيرة حياته، أحداث التمرد في إقليم يهودا على الرومان وتاريخ سكان يهودا حسب ما علمه من التراث والمصادر اليهودية المتوفرة له في ذلك الحين. وتحتوي هذه المؤلفات على تقارير مفصلة خاصة بشأن الأحداث التي شهدها يوسفوس بنفسه، ويعد معظم المؤرخين المعاصرين هذه التقارير ذات مصداقية ويستندون إليها في الأبحاث التي تتناول تاريخ الشرق الأوسط في القرن الأول للميلاد.
وأهم مؤلفات يوسفوس هي كتابان تاريخيان:

### تاريخ حرب يهودا ضد الرومان
المعروف باختصار كـ«حروب يهودا»: صدر في عام 78 للميلاد باللغة اليونانية ومن المحتمل أن يوسفوس كتبه بالآرامية أولا، ثم ترجمه إلى اليونانية، غير أن لم تبق إلا النسخة اليونانية. في هذا الكتاب يسرد يوسفوس أحداث آخر أيام حكم الحشمونيين على منطقة يهودا، احتلال المملكة من قبل الرومان، التمرد اليهودي على الرومان وفشله حتى سقوط آخر تحصينات المتمردين في مسادا (مسعدة).

### عاديات يهودا
صدر عاديات اليهود في عام 94 للميلاد باللغة اليونانية ويشمل 20 فصلا، يعرض تاريخ أتباع الديانة اليهودية حسب التراث والمصادر المتوفرة آنذاك.

### مخاطبات يوسفيوس حول حادس
ينسب إلى يوسفوس بسبب الترجمة بالخطأ، إذ أن كاتبه الأصلي هو هيبوليتوس الروماني.

### يوسفوس فلافيوس بمواجهة أبيون
صدر في عام 97 وحاول فيه الدفاع عن مفاهيم الديانة اليهودية كرد على ادعاءات أبيون وغيره في تلك الحقبة.

### حياة يوسفوس فلافيوس
صدر في عام 99 وهو قصة حياته.
وكان أيام الحضارة الرومانية

## أهمية مؤلفاته في المسيحية
بقيت مؤلفات يوسفوس عبر القرون بفضل الأهمية التي عزى إليها المسيحيون، إذ يذكر يسوع في كتاب «عاديات يهودا» (الفصل ال18). ويسمى هذا الذكر ب«الشهادة الفلافية» (بالاتينية:Testimonium Flavianum) أي شهادة يوسفوس فلافيوس على وجود يسوع، ويعتبر الذكر الوحيد لليسوع من شخص غير مسيحي عاش في نفس المكان وفي نفس الوقت عاشهما يسوع. وبرغم المصداقية التي يعدها المؤرخون المعاصرون لمعظم كلام يوسيفوس، يعتبر الكثير منهم «الشهادة الفلافية» مشكوكا فيها، وما زال الخلاف قائما حول مصداقيتها.
في نسخة «عاديات يهودا» الباقية يقول يوسفوس إن يسوع كان المسيح، ويشير بعض الباحثون إلى أنه ليس من المنطقي أن يكون يوسفوس قد اعتبر يسوع مسيحا لأنه لا توجد أية دلالة على كونه من أنصار المسيحيين الأولين. كذلك يوجد اقتباس من كتاب «تاريخ اليهود» في «كتاب العنوان» للأديب العربي المسيحي أجابيوس بن قسطنطين الذي عاش في القرن ال10 للميلاد، وهذا الاقتباس يختلف عن النسخة الموجودة حاليا حيث لا تذكر فيه كلمة «المسيح». وتنقسم آراء الباحثين المعاصرين إلى ثلاثة افتراضات:
- الأول يرفض «الشهادة الفلافية» ويعتبرها تزويرا أضيف إلى النص الأصلي من أجل ترويج المسيحية،
- الثاني يقبل مصداقية «الشهادة الفلافية» ويعتبرها جزءا لا يتجزأ من كلام يوسفوس،
- الثالث والأشيع من بين هذه الافتراضات، فيعتبر ذكر يسوع في الكتاب موثوق به، غير أن الأدباء المسيحيين أضافوا إليه التعابير والمصطلحات لتفخيم يسوع.

ويعتبر هؤلاء الباحثون اقتباس أجابيوس أقرب إلى نص يوسفوس الأصلي من النسخة الموجودة حاليا.

## وصلات خارجية
- يوسيفوس فلافيوس على موقع IMDb (الإنجليزية)
- يوسيفوس فلافيوس على موقع الموسوعة البريطانية (الإنجليزية)
- يوسيفوس فلافيوس على موقع إن إن دي بي (الإنجليزية)
- يوسيفوس فلافيوس على موقع قاعدة بيانات الفيلم (الإنجليزية)
- مؤلفات يوسيفوس فلافيوس في مشروع غوتنبرغ
- أعمال أو نبذة عن يوسيفوس فلافيوس على أرشيف الإنترنت
- أعمال يوسيفوس فلافيوس في ليبري فوكس